# Philip Ashworth
Philip Anthony Ashworth, född 14 april 1953, är en engelsk före detta professionell fotbollsspelare som spelade som anfallare.
Efter en brokig karriär i de lägre divisionerna i hemlandet England kom Ashworth år 1981 till svenska Gais, där han spelade en halv säsong och gjorde fem mål på elva matcher. Trots Ashworths mål åkte Gais ur division II, och han lämnade därefter klubben.